# Hubert Mathis
Hubert Mathis (* 12. März 1950 in Renansart) ist ein ehemaliger französischer Radrennfahrer.

## Sportliche Laufbahn
Mathis war im Straßenradsport aktiv. Als Amateur gewann er mehr als 50 Rennen, darunter 1974 Paris–Dreux, Paris–Connerré und den Boucles des Flandres.
Von 1975 bis 1982 war er Berufsfahrer. Sein bedeutendster sportlicher Erfolg war ein Etappensieg in der Tour de France 1976, die er für das Radsportteam Miko-de Gribaldy-Superia bestritt. 1980 gewann er einen Tagesabschnitt in der Luxemburg-Rundfahrt, 1982 in der Tour de l’Avenir.
Zweiter wurde Mathis 1976 in der Tour de l’Aude hinter Bernard Hinault und im Grand Prix d’Orchies, 1981 in der Tour d’Armorique hinter Bernard Vallet. Dritter wurde er 1975 in der Tour du Limousin, 1980 im Grand Prix d’Antibes.
Sechsmal bestritt er die Tour de France. 1975 wurde er 41., 1976 33., 1978 45., 1979 49., 1981 73., 1980 hatte er die Rundfahrt nicht beendet. 1979 wurde er 43. in der Vuelta a España.